# INTA33
INTA33 為「2009國際都市發展協會」簡稱，這是國際都市發展協會（International Urban Development Association，簡稱 INTA）的年度會議。
第33屆的國際都市發展協會（INTA33）將於2009年10月4日至10月8日在高雄及台北兩地舉行，提供世界各國都市發展及都市更新政策經驗交流之機會，有助於台灣都市發展政策之擬訂與推動。

## 相關活動
高雄市政府為配合INTA33，特擬「高雄行動創意」國際徵選（Idea for Action Kaohsiung International Competition）活動來呼應INTA33，期以自由創作、不設限之創新精神廣邀世界人才投稿，以個人力量改變城市命脈，達到「創新」訴求。

## 外部連結
- INTA33（英文）
- 2009國際都市發展協會
- 國際都市發展協會（页面存档备份，存于）（英文）
- 高雄行動創意